# Przejście graniczne Czarny Dunajec-Suchá Hora
Przejście graniczne Czarny Dunajec-Suchá Hora (punkt przejściowy) – polsko-czechosłowackie kolejowe przejście graniczne położone w województwie małopolskim, w powiecie nowotarskim, w gminie Czarny Dunajec, zlikwidowane po II wojnie światowej.

## Opis
Kolejowe przejście graniczne Czarny Dunajec-Suchá Hora istniało w II RP. Odprawa graniczna i celna odbywała się na stacjach kolejowych: po stronie polskiej w miejscowości Czarny Dunajec (Polski urząd celny Czarny Dunajec) i po stronie czechosłowackiej w miejscowości Suchá Hora (Czechosłowacki urząd celny Suchá Hora). Dopuszczony był osobowy, towarowy i mały ruch graniczny – przekraczanie granicy odbywało się na podstawie przepustek: jednorazowych, stałych i gospodarczych. Stacja zdawczo odbiorcza znajdowała się miejscowości Suchá Hora. Przejście graniczne znajdowało się w ciągu linii kolejowej Nowy Targ – Kralovany (droga celna), której odcinek graniczny (Podczerwone – Sucha Góra) zdemontowano po II wojnie światowej.